# Enprostil
Enprostil là một prostaglandin tổng hợp được thiết kế để trông giống như dinoprostone. Enprostil được tìm thấy là một chất ức chế rất mạnh bài tiết HCl dạ dày. Nó là một chất tương tự của prostaglandin E2 nhưng không giống như prostaglandin này, nó liên kết và kích hoạt cả bốn thụ thể tế bào bao gồm thụ thể EP1, EP2, EP3 và EP4, enprostil là một chất chủ vận thụ thể chọn lọc hơn trong đó nó liên kết và kích hoạt chủ yếu Thụ thể EP3. Do đó, enprostil dự kiến sẽ có phạm vi hoạt động hẹp hơn có thể tránh được một số tác dụng phụ không mong muốn và độc tính của prostaglandin E2. Một thử nghiệm ngẫu nhiên đa trung tâm tiềm năng được tiến hành tại Nhật Bản cho thấy kết hợp enprostil với cimetidine có hiệu quả hơn so với cimetidine đơn thuần trong điều trị loét dạ dày.